# 茨城県専修学校一覧
茨城県専修学校一覧（いばらきけんせんしゅうがっこういちらん）は、茨城県の専修学校の一覧。

## 公立専修学校

### 笠間市
- 茨城県立中央看護専門学校

### つくば市
- 茨城県立つくば看護専門学校

### 東茨城郡
- 茨城県立農業大学校

## 私立専修学校

### 水戸市
- 茨城音楽専門学校
- 茨城県理容生活衛生同業組合立茨城県中央理容美容専門学校
- 茨城歯科専門学校
- いばらき中央福祉専門学校
- 医療専門学校水戸メディカルカレッジ
- 鯉淵学園農業栄養専門学校

- 専門学校文化デザイナー学院
- 専門学校水戸自動車大学校
- 中川学園調理技術専門学校
- 日本農業実践学園
- 水戸経理専門学校
- 水戸市医師会看護専門学院

- 水戸電子専門学校
- 水戸日建工科専門学校
- 専門学校水戸ビューティカレッジ
- 水戸美容専門学校
- 水戸総合福祉専門学校
- リリー保育福祉専門学校

### 日立市
- 白土ドレスメーカー専門学校
- 日立工業専修学校
- 日立高等技芸専門学校
- 日立メディカルセンター看護専門学校

### 土浦市
- アール医療福祉専門学校
- アール情報ビジネス専門学校
- 筑波研究学園専門学校
- 筑波保育医療専門学校
- 竹岸食肉専門学校
- 土浦協同病院附属看護専門学校

### 古河市
- 晃陽看護栄養専門学校
- 古河テクノビジネス専門学校

### 石岡市
- アジア動物専門学校
- 茨城理容美容専門学校

### 結城市
- 茨城県結城看護専門学校

### 常総市
- 茨城県きぬ看護専門学校

### 取手市
- 成田国際航空専門学校
- 関東理工自動車専門学校

- 東海学院文化教養専門学校
- 取手歯科衛生専門学校

### 牛久市
- つくば栄養調理製菓専門学校

### つくば市
- 筑波学園看護専門学校
- つくば国際ペット専門学校
- つくば自動車大学校

- 筑波医療福祉専門学校
- つくばビジネスカレッジ専門学校

### 筑西市
- 細谷高等専修学校
- つくば歯科福祉専門学校

### 稲敷市
- 宮本看護専門学校

### 神栖市
- 白十字看護専門学校

### 稲敷郡
- 東京医科大学霞ヶ浦看護専門学校